# 禾叶嵩草
禾叶嵩草（学名：Carex hughii）为莎草科薹草属下的一个种。